# Tonalismo

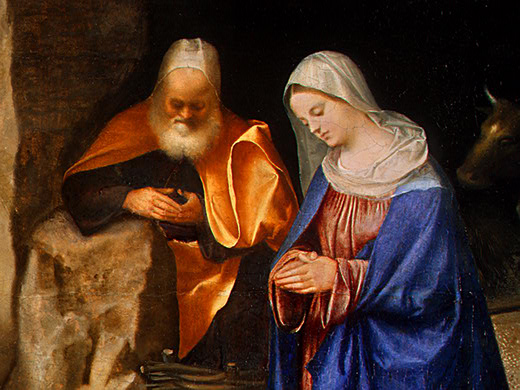
Giorgione, Adorazione dei pastori (dettaglio, 1500-1505 circa)

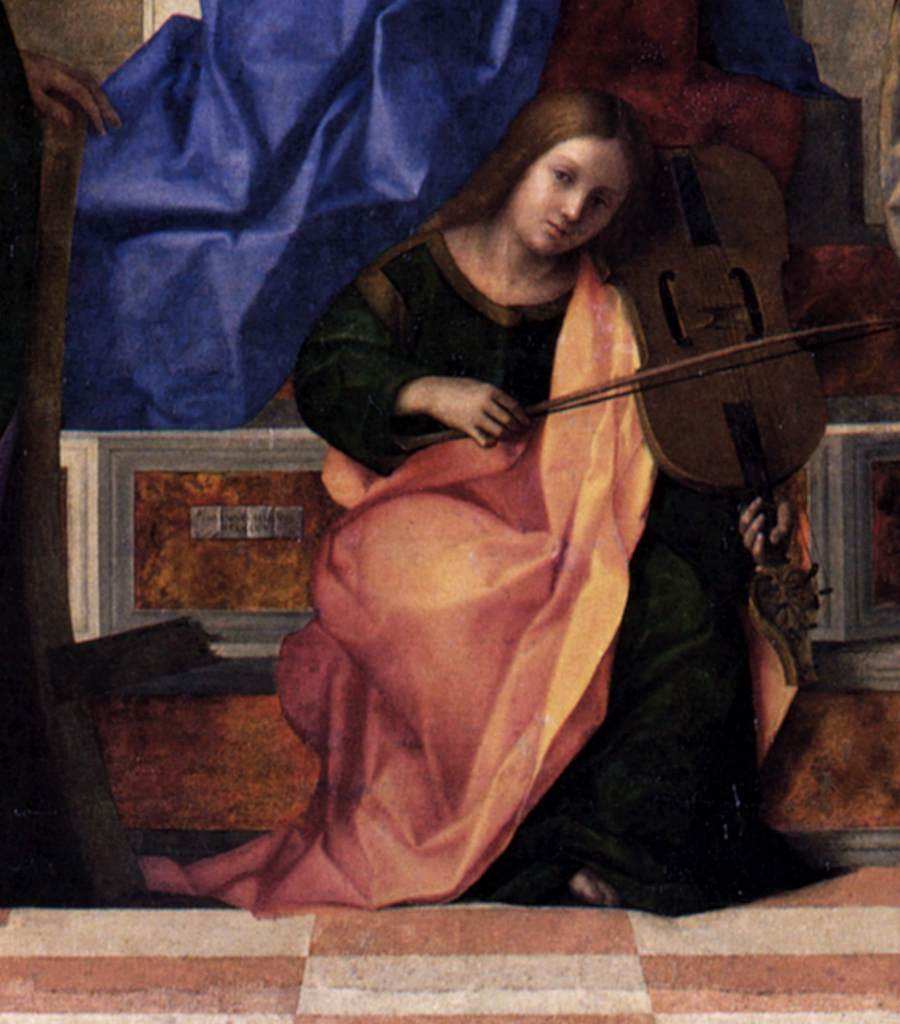
Giovanni Bellini, Pala di San Zaccaria (dettaglio, 1505)

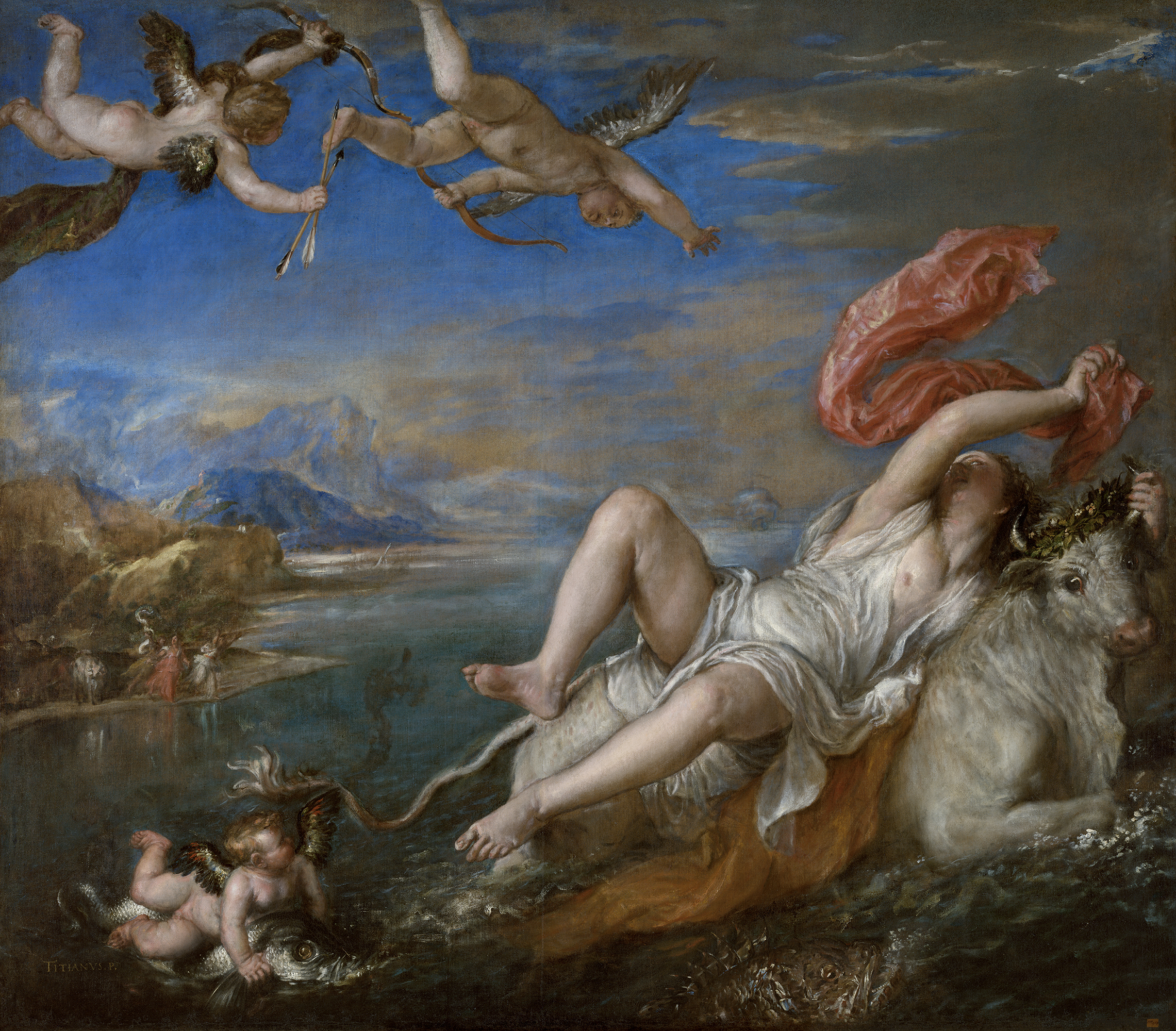
Tiziano, Ratto di Europa (1559)

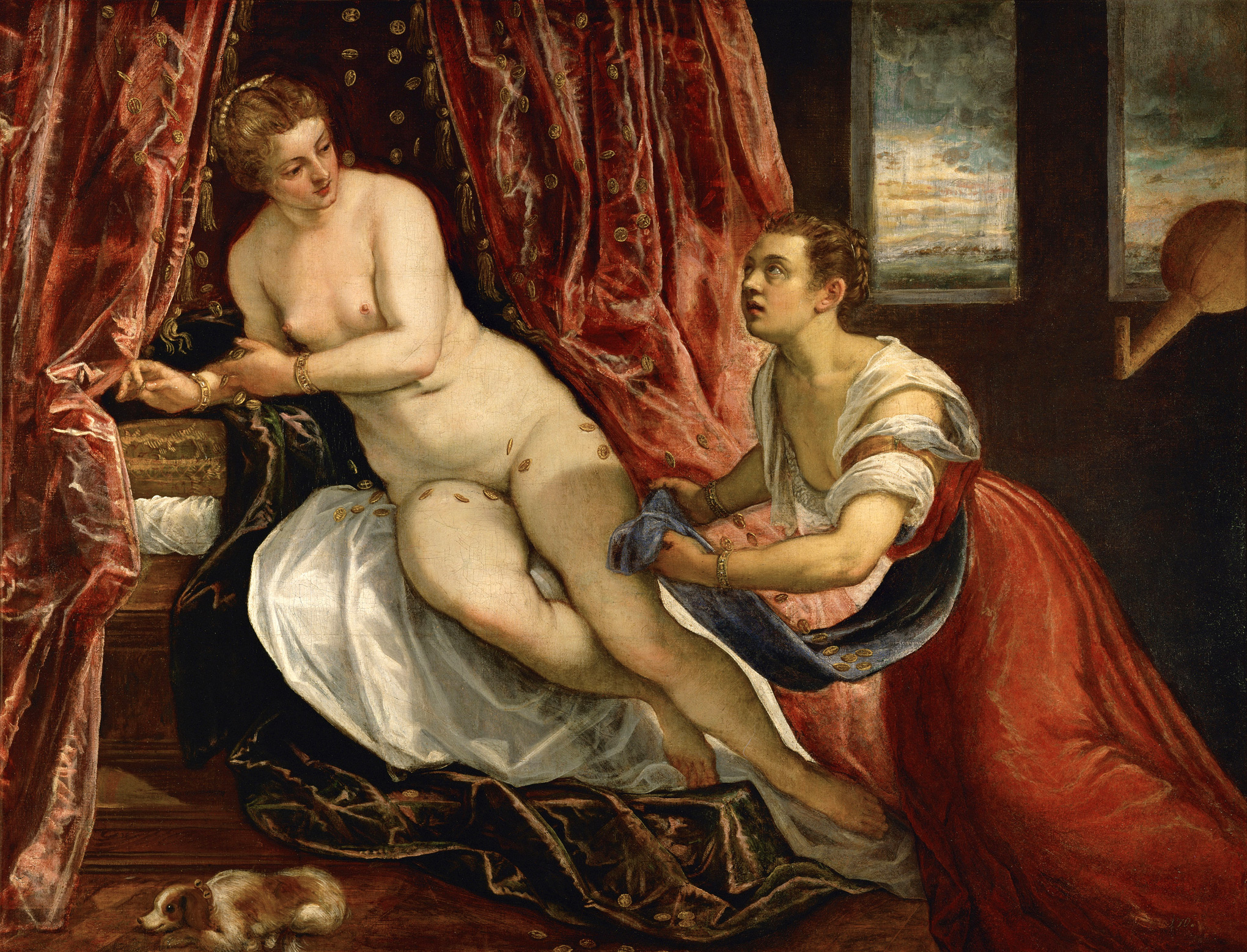
Tintoretto, Danae (1580), Museo di Belle Arti di Lione.

Tonalismo, o pittura tonale, è il nome attribuito ad una tecnica tipica della tradizione artistica veneta del '500, legata ad una nuova percezione del colore, differente rispetto a quella dei fiorentini. Con la graduale stesura tono su tono, in velature sovrapposte, si ottiene, essenzialmente, un morbido effetto plastico e di fusione tra soggetti e ambiente circostante. Il colore inoltre diventa l'elemento che costituisce volume e spazio prospettico. La pittura veneta integra con armonia l’uomo e la natura, il colore definisce forme e profondità spaziale. Così si possono ottenere effetti di luce, ombra e profondità prevalentemente con variazioni di tono, con un uso ridotto del chiaroscuro.

## Storia e sviluppo
Nelle opere di Giovanni Bellini del secondo Quattrocento e in quelle dei suoi seguaci si inizia già a notare un abbandono dei contorni incisivi e delle forme delineate nettamente, con la costruzione dell'immagine affidata essenzialmente a una calibrata orchestrazione delle campiture cromatiche: si tratta di quel "fondamento sul colore" che già nella trattatistica cinquecentesca (a partire da Vasari) contrappone la scuola veneziana/veneta a quella fiorentina, basata sul "primato del disegno".
Nel corso del primo Cinquecento si sviluppò, tramite molteplici contributi, una tecnica che prevedeva velature sovrapposte degli strati di colore e che permetteva di ottenere tonalità intense e sature, tanto nelle zone a cromia brillante che in quelle più scure. A questo processo contribuirono i soggiorni di Leonardo da Vinci e dei leonardeschi in Laguna, portatori dello sfumato e della prospettiva aerea (che dà il senso della scansione dello spazio tramite passaggi cromatici più chiari per gli oggetti più lontani, velati dalla foschia), e il passaggio dal colore a tempera alla pittura a olio, che permetteva una più lenta elaborazione dell'opera, con un chiaroscuro morbido e avvolgente che annullava i bruschi passaggi tra luce ed ombra.
Un altro elemento fondamentale fu lo sviluppo del senso "atmosferico", legato cioè a una pittura in cui è percepibile l'aria e la luce che circola liberamente tra le figure, come un connettivo dorato e avvolgente che le lega allo sfondo: maestri in questo campo furono lo stesso Giovanni Bellini e Vittore Carpaccio. Questa conquista aveva le radici nella pittura fiamminga, di cui esistevano alcuni esempi a Venezia, ma che soprattutto era stata veicolata dall'esempio di Antonello da Messina, protagonista di un indelebile passaggio in Laguna nel 1475.
Ma il più importante contributo alla definizione pratica del tonalismo è legato essenzialmente alla figura di Giorgione, che nel primo decennio del Cinquecento impresse alla pittura una svolta decisiva verso l'uso di un impasto cromatico più ricco e sfumato, che determina il volume delle figure tramite la stesura in strati sovrapposti, senza il confine netto dato dal contorno, tendendo così a fondere leggermente soggetti e paesaggio. Tale rivoluzione fu ripresa ed approfondita dai suoi seguaci, in particolare Tiziano, Lorenzo Lotto e Sebastiano del Piombo.
Tiziano in particolare usò contrasti cromatici più decisi, infondendo, soprattutto nell'ultima fase della sua carriera, un inedito dinamismo alla superficie pittorica di straordinaria modernità, arrivando ad impastare i colori direttamente sulla tela, con pennellate veloci e volutamente imprecise. A questo stile attinse Tintoretto, forse l'ultimo dei grandi tonalisti, in cui tra le figure e lo sfondo esistono campiture sfocate di tonalità medie. Il suo esempio venne poi portato alle estreme conseguenze da artisti stranieri quali Rembrandt ed El Greco.
La pittura tonale veneziana pare, all'occhio del critico, la vera ed unica erede della pittura compendiaria romana apprezzata e riscoperta alla fine del '400 nella Domus neroniana da un gruppo di pittori che facevano parte dell'ambito pinturicchiesco. Essa è costituita da veloci pennellate di colore che lasciano a ciò che rappresentano la naturalezza della vita. Possiamo pensare, per capirla, alla pittura degli impressionisti e dei macchiaioli. Secondo Vasari colui che la riscoprì e riuscì per primo a riproporla nelle sue opere fu il Morto da Feltre (Pietro o Lorenzo? Luzzo). È interessante ritrovare, sempre in Vasari, la notizia che Morto lavorò con Giorgione al Fondaco dei Tedeschi.